# Synchiropus minutulus
Synchiropus minutulus är en fiskart som beskrevs av Fricke, 1981. Synchiropus minutulus ingår i släktet Synchiropus och familjen sjökocksfiskar. Inga underarter finns listade i Catalogue of Life.